# Jag älskar dig, jag älskar dig
Jag älskar dig, jag älskar dig (franska: Je t'aime, je t'aime) är en fransk science fiction-film från 1968 i regi av Alain Resnais. Den handlar om en man som ställer upp som försöksperson i ett experiment med tidsresor, och därigenom upplever situationer ur en tidigare kärlekshistoria i slumpartad ordning. Filmen var uttagen till huvudtävlan vid Filmfestivalen i Cannes 1968, som dock ställdes in det året på grund av majrevolten.

## Medverkande
- Claude Rich som Claude Ridder
- Anouk Ferjac som Wiana Lust
- Olga Georges-Picot som Catrine
- Bernard Fresson som Bernard Hannecart
- Claire Duhamel som Jane Swolfs
- Irène Tunc som Marcelle Hannecart
- Vania Vilers som föraren
- Van Doude som Jan Rouffer
- Dominique Rozan som Dr. Haesserts
- Alain Robbe-Grillet som en redaktör
- Jean Martin som en redaktionsansvarig